# DOS jezgro
DOS jezgro je menadžer fajlova, debitovan u MS-DOS i IBM PC DOS verziji 4.0(juna 1988). Bio je izbačen u MS-DOS verziji 6.22, ali je ostao deo "Dopunskog Diska". Dupunski Disk se mogao naručiti ili skinuti pomoću Microsoftovog FTP servera. DOS jezgro je zadržano u PC DOS do PC DOS 2000.
DOS jezgro je bilo jedno od prvih uspešnih pokušaja da se stvori osnovni grafički korisnički interfejs (GUI) tip fajl menadžera u DOS-u, iako je DOS jezgro više tekstualni korisnički interfejs (TUI) ili Karakterno Orijentisani Windows (COW) iako su grafički režimi spadali u podržavan hardver(VGA opremljeni kompijuteri). Takođe je bio jedan od prvih GUI-ja koje je razvio Microsoft, a kasnije je inspirisao dizajn Microsoft Windowsa. Jezgro je veoma nalik DOS verzijama nađenim u Windowsima do verzija 3.11 i NT 3.51, i fajl exsploreru na kasnijim verzijama.

## Karakteristike
Jezgro sadrži česte karakteristike viđene u ostalim fajl menadžerima kao što su: kopiranje, pomeranje i preimenovanje fajlova kao i sposobnost da pokrene aplikacije dvoklikom. Jezgro je moglo da se pokrene komandom "DOSSHELL". Imalo je mogućnost da se namesti u prostim bojama i stilovima.
Jezgro takođe ima i sistem za pomoć, programsku listu i menjač zadataka. Kao i mnogi moderni fajl menadžeri imao je sposobnost da pokaže duplu hijararhiju direktorijumskih i fajl lista; na levom i desnom panelu, pokazujući i listu sadržaja i hijararhijski put do trenutno otvorenog direktorijuma. Miš je podržan ali kao i u bilo kojoj drugoj DOS aplikaciji potreban je prikladan upravljač uređajem.
Jedna od njegovih karakteristika je bila i sposobnost da pobroji sve fajlove u jednoj listi po alfabetu zajedno sa njihovim lokacijama i atributima i da tako lako primeti duplikate.

## Mane
DOS jezgro je nesposobno za potpuno multitaskovanje. Ono podržava rudimentarno menjanje zadataka; moglo je da zameni programe upaljene u memoriji, ali po cenu performansi. Međutim, svi upaljeni programi bi morali da stanu u konvencialnu memoriju, pošto nije bilo mogućem menjanje sa diskom.
Sa vremenom Windows 3.1x, sa svojim sopstvenim GUI-jem, je postao mnogo popularniji me]u korisnicima kompijutera. Windows je bio sposoban za multitaskovanje. Performanse su bile mnogo više sa potpunim pristupom dodatnoj memoriji.

## Takođe pogledaj
- ViewMax - ekvavilentna komponenta u DR DOS-u